# Ủy ban Basel về Giám sát Ngân hàng
Ủy ban Basel về Giám sát Ngân hàng (BCBS) là một ủy ban giám sát ngân hàng được thành lập bởi thống đốc ngân hàng trung ương của G-10 vào năm 1974.